# In the Night Tour
In the Night Tour (também conhecida como Shaking Tour na terceira parte) foi a sétima turnê da cantora brasileira de música pop Kelly Key, com o objetivo de promover shows apenas em casas e boates do segmento LGBT e divulgar as canções de sua carreira remixada.

## Desenvolvimento
"Queria uma coisa  moderna. A galera que cresceu ouvindo "Baba" vai ter uma lembrança do passado, mas com uma nova roupagem. Queria mais era mudar bastante. O Fabinho (Mr. Jam) foi mais resistente, queria manter a essência, achou que iria perder a identidade."

— Kelly em entrevista ao G1 explicando que remixou suas faixas antigas com o produtor Mr. Jam para a turnê.
A turnê foi baseada nos maiores sucessos de Kelly como forma de comemorar seus dez anos de carreira, que se iniciou em 2001. Os shows passaram apenas por casas noturnas e eventos do segmento LGBT, sendo que para a cantora foi uma homenagem ao público que cresceu com ela: "Sempre tive fãs homossexuais. Eles eram adolescentes e hoje estão mais velhos, hoje frequentam esse tipo de lugar e vou lá fazer meus shows por isso". A estreia foi em 17 de março de 2012 na boate Josefine Club, na cidade de Belo Horizonte, Minas Gerais. Em 23 de março, durante a apresentação na casa de shows The Week, os atores Paulo Gustavo e Fábio Porchat estiveram na plateia assistindo-a.
Não houve um álbum base para a digressão, sendo o repertório Kelly se reuniu com o produtor Mr. Jam para remixar seus singles anteriores em um formato atualizado, dentro do gênero electropop. Durante entrevista ao G1 a cantora revelou que pretendia mudar completamente a estrutura das faixas antigas, porém seu produtor achou que perderia a identidade original. Adicionalmente Kelly incluiu as três canções inéditas do gênero electropop gravadas especialmente para os shows, "O Problema é Meu", "Craving For the Summer" e "Shaking (Party People)", além da versão de "O Amor e o Poder",  original da cantora Rosana, e "Parou Pra Nós Dois", que esteve presente em seu quinto disco, Kelly Key (2008). As canções da turnê foram inclusas no EP In the Night.
A primeira apresentação aconteceu em 16 de abril de 2011, na boate GLBT Blue Space, em Brasília, Distrito Federal. O evento foi realizado como estreia da turnê e marcará a nova fase que a cantora entrará, sendo também estreia do novo visual, trazendo participação dos DJs André Queiroz, Moshe Nemer, Gilmar Golucho e Hellen Chic, além da drag queen Alexia Twister.

## Recepção da crítica
O portal News e Você foi positivo e disse que Kelly se consolidou não só com o público LGBT, mas também com o "público alternativo". O portal Alê AMP disse que Kelly estava uma "diva" no palco e que ela realizou um "live show cheio de performances com seus bailarinos". O website Portal da Fama positivou sua apresentação na boate Bubu Lounge, em São Paulo, dizendo que ela foi "super simpática com seus fãs" e que ela agitava o público, acrescentando que foi "o melhor show da turnê".

## Atos de abertura
- DJ André Queiroz
- DJ Moshe Nemer
- DJ Gilmar Golucho
- DJ Hellen Chic
- Giordanna Forte (apenas na The Week)[10]

## Repertório
1. "Barbie Girl" (remix)
2. "Escondido" (remix)
3. Intro: "Summer Lie" (canção de Eliza G)
4. "Shake Boom"
5. "Parou Pra Nós Dois" (remix)
6. "K Diferente"
7. "Chic, Chic" (remix)
8. "O Problema é Meu"
9. "Anjo" (remix)
10. "O Amor e o Poder" (remix)
11. "Baba" (remix)
12. "Adoleta" (remix)
13. "Cachorrinho" (remix)
14. "Pegue e Puxe" (remix)

Outras canções
- "Só Quero Ficar" (apenas na Blue Space, em Brasília)
- "Então Beija" e "A Loirinha, o Playboy e o Negão" (apenas na Blue Space, no Rio de Janeiro)
- "Shaking (Party People)" (Prévia acapella) (apenas na Lona Cultural, no Rio de Janeiro)

1. "Escondido" (remix)
2. "Shake Boom"
3. "Parou Pra Nós Dois"
4. "Shaking (Party People)"
5. "Craving For the Summer"
6. "O Problema é Meu"
7. "Anjo" (remix)
8. "O Amor e o Poder"  (cover de Rosana) (remix)
9. "Indecisão (Mr. Jam Remix)"
10. "Baba" (remix)
11. "Barbie Girl" (remix)
12. "Cachorrinho" (remix)
13. "Só Quero Ficar"
14. "Pegue e Puxe" (remix)

Outras canções
- "Você É o Cara" (apenas em Biritiba Mirim)

## Datas
| Data                    | Cidade                 | País   | Local                                 |
| ----------------------- | ---------------------- | ------ | ------------------------------------- |
| Parte 1                 |                        |        |                                       |
| 16 de Abril de 2011     | Brasília               | Brasil | Blue Space                            |
| 17 de Abril de 2011     | Santo Antônio de Jesus | Brasil | Feira de Eventos do Recôncavo         |
| 23 de Abril de 2011     | Rio de Janeiro         | Brasil | Le Boy                                |
| 7 de Maio de 2011       | Santos                 | Brasil | Capital Disco / Liquid Love           |
| 15 de maio de 2011      | Jacobina               | Brasil | Pirulito & Cia                        |
| 28 de Maio de 2011      | São Paulo              | Brasil | Blue Space                            |
| 29 de Maio de 2011      | Juazeiro               | Brasil | Pimentinha                            |
| 10 de Julho de 2011     | João Pessoa            | Brasil | Clube Cabo Branco                     |
| Parte 2                 |                        |        |                                       |
| 10 de Setembro de 2011  | Florianópolis          | Brasil | Concorde Club                         |
| 11 de Setembro de 2011  | Florianópolis          | Brasil | Parada Gay de Floripa                 |
| 8 de outubro de 2011    | Ibitinga               | Brasil | Rodeio Festival                       |
| 12 de outubro de 2011   | Bacabal                | Brasil | Bacabal Folia                         |
| 12 de outubro de 2011   | Rio de Janeiro         | Brasil | Lona Cultural                         |
| 12 de novembro de 2011  | São José do Rio Preto  | Brasil | Mixed Club                            |
| Parte 3                 |                        |        |                                       |
| 26 de janeiro de 2012   | Rio de Janeiro         | Brasil | GRES São Clemente                     |
| 12 de fevereiro de 2012 | Itabaianinha           | Brasil | Eletrico Club                         |
| 18 de fevereiro de 2012 | Rio de Janeiro         | Brasil | Chave Mágica                          |
| 19 de fevereiro de 2012 | Rio de Janeiro         | Brasil | Chave Mágica                          |
| 21 de fevereiro de 2012 | Japeri                 | Brasil | Centro de Eventos Engenheiro Pedreira |
| 17 de março de 2012     | Belo Horizonte         | Brasil | Josefine Club                         |
| 23 de março de 2012     | Rio de Janeiro         | Brasil | The Week                              |
| 24 de março de 2012     | São Paulo              | Brasil | Bubu Lounge                           |
| 30 de abril de 2012     | Belo Horizonte         | Brasil | Parque de Exposição                   |
| 22 de maio de 2012      | Rio de Janeiro         | Brasil | Teatro Lamartine Babo                 |
| 26 de maio de 2012      | Guarulhos              | Brasil | 7ª Parada Gay de Guarulhos            |
| 30 de maio de 2012      | Campinas               | Brasil | Aldeia Music                          |
| 31 de maio de 2012      | Campinas               | Brasil | Base Lounge                           |
| 20 de junho de 2012     | Ponta Grossa           | Brasil | Mansão Fix                            |
| 7 de julho de 2012      | Biritiba Mirim         | Brasil | Centro de Eventos                     |
| 22 de julho de 2012     | João Pessoa            | Brasil | Usina Cultural Energisa               |
| 29 de setembro de 2012  | Salvador               | Brasil | Off Club                              |
| 23 de novembro de 2012  | Curitiba               | Brasil | Music Hall                            |